# Jeff Parker (jégkorongozó)
Jeff Parker, Jeffrey Lee Parker (Saint Paul, Minnesota, 1964. szeptember 7. – Minneapolis, Minnesota, 2017. szeptember 11.) amerikai jégkorongozó, csatár.

## Pályafutása
1983 és 1991 között volt aktív jégkorongozó. Az NHL-ben 1986 és 1991 között játszott két csapatban, összesen 141 alkalommal. A Buffalo Sabres színeiben négy, a Hartford Whalers-ében egy idényen át játszott.